# Cyklin E

Cykliny včetně cyklinu E - hladiny během jednotlivých fází buněčného cyklu

Cyklin E je cyklin, jehož hladina v buňce je nejvyšší během pozdní G1-fáze a rané S-fáze. Jako „cyklin E“ se obvykle označuje tento protein jen u obratlovců, ale je tak konzervovaný, že kvasinky s poškozením v příbuzném proteinu lze zachránit lidským cyklinem E.

## Funkce
Zvýšení hladiny tzv. G1 cyklinů – cyklinu D a cyklinu E – nastává u buněk, které jsou na prahu G1 fáze vystaveny účinku mitogenních látek a E2F faktorů. Tyto faktory jsou signály pro buňku, aby se začala připravovat na další cyklus buněčného dělení. Cyklin E asociuje s cyklin-dependentní kinázou 2 (CDK2) a vzniklý komplex katalyzuje fosforylaci proteinu Rb během pozdní G1 fáze. Fosforylace Rb uvolňuje další aktivní E2F, což má pozitivní zpětnovazebný účinek na další syntézu cyklinu E a proces se tedy rychle zesiluje. E2F navíc umožňuje nástup cyklinu A, čímž buňka vstupuje do další fáze buněčného cyklu.